# اوفوری
اوفوری (به ژاپنی: 於振 おふり) (تولد؟ –مرگ ۱۶۴۳ میلادی) یکی از دختران اودا نوبوناگا بود. مادر او کیواون-این نام داشت. او ابتدا با میزونو تاداتانه ازدواج کرد اما در سال ۱۶۰۹ شوهر او به امر توکوگاوا ایه‌یاسو مجبور به انجام هاراکیری شد. اوفوری پس از مرگ شوهرش فرزندانش را در خاندان شوهرش باقی گذاشته و با پسرخالهٔ خود ساجی کازوناری ازدواج کرد.